# 特拉马塞德
特拉马塞德，是西班牙阿拉贡自治区韦斯卡省的一个市镇。总面积15平方公里，总人口95人（2001年），人口密度6人/平方公里。